# (200324) 2000 GA27
(200324) 2000 GA27 es un asteroide perteneciente al cinturón de asteroides descubierto el 5 de abril de 2000 por el equipo del Lincoln Near-Earth Asteroid Research desde el Laboratorio Lincoln, Socorro, Nuevo México, Estados Unidos.

## Designación y nombre
Designado provisionalmente como 2000 GA27.

## Características orbitales
2000 GA27 está situado a una distancia media del Sol de 3,067 ua, pudiendo alejarse hasta 3,379 ua y acercarse hasta 2,754 ua. Su excentricidad es 0,101 y la inclinación orbital 7,020 grados. Emplea 1961,94 días en completar una órbita alrededor del Sol.

## Características físicas
La magnitud absoluta de 2000 GA27 es 15,3. Tiene 4,558 km de diámetro y su albedo se estima en 0,085. 